# Hypericum kalmianum

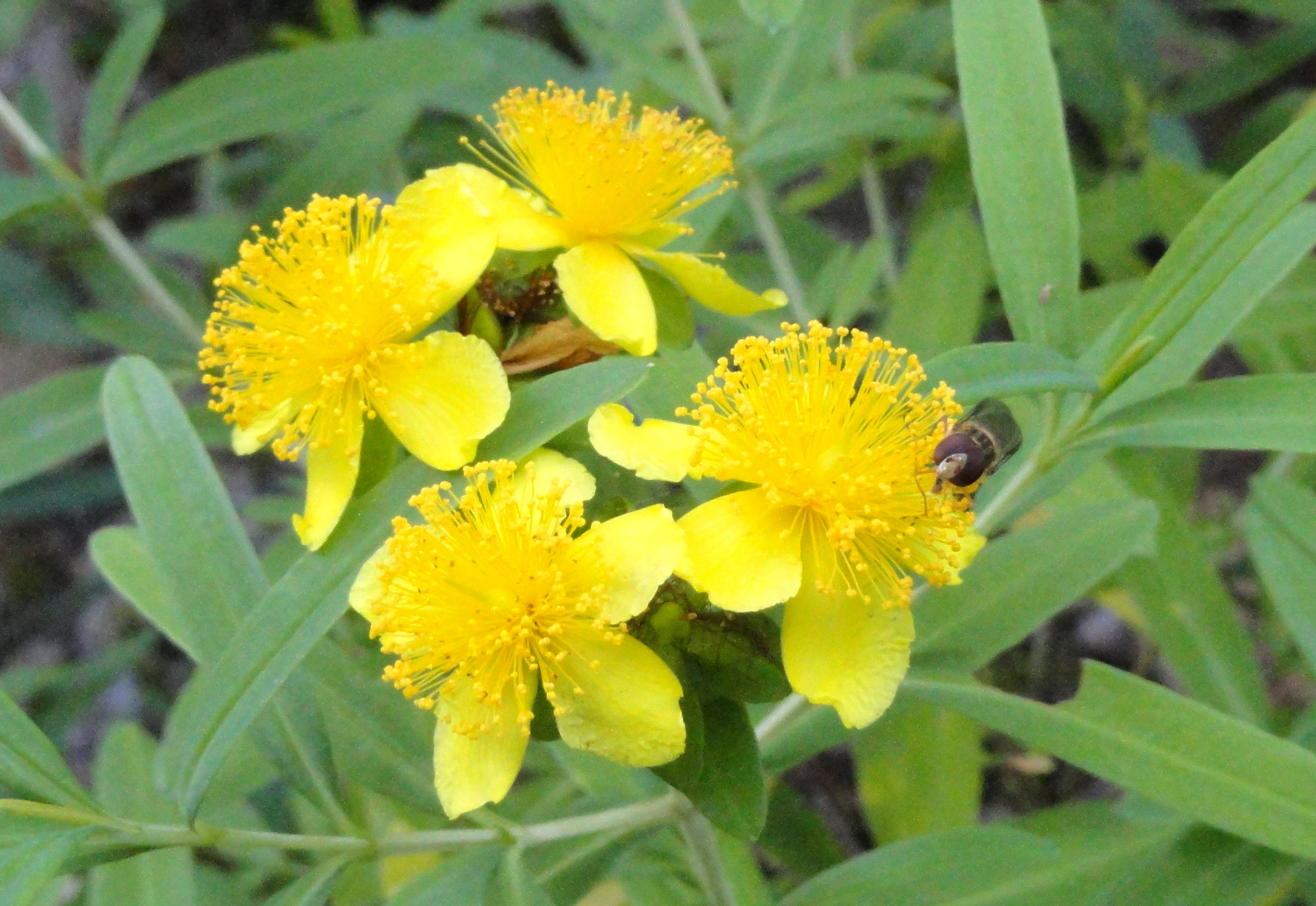
Hình ảnh của Hypericum kalmianum

Hypericum kalmianum là tên của một loài cây bụi nhỏ, có hoa vàng à là loài bản địa của vùng Ngũ Đại Hồ ở phía bắc Mỹ và phía nam Canada. Nó được đặt theo tên của một nhà thực vật học người Thụy Điển tên là Pehr Kalm vì ông là người đầu tiên mô tả nó.

## Mô tả
Hypericum kalmianum có chiều cao từ 20 đến 60 cm, vỏ của nó màu hơi trắng và mỏng như giấy. Lá của nó có màu xanh lá nhưng có chút sắc của xanh dương, dạng mác ngược, dài từ 3 đến 4,5 cm. Hoa có kích thước nằm trong khoảng 2 đến 3,5 cm. Lá đài hình thuôn, dài từ 5 đến 15 mm. Hoa nở vào khoảng thời gian từ tháng 6 đến tháng 8.

## Phân bố và môi trường sống
Người ta phát hiện loài cây này ở vùng Ngũ Đại Hồ, bao gồm Ontario, Quebec, Illinois, Indiana, Michigan, New York, Ohio và Wisconsin. Ở Chicago, chúng là loài được bảo vệ vì chỉ sống ở gần hồ Michigan chứ ít khi nào ở xa khỏi hồ. Ở Illinois, nó là loài nguy cấp và là loài bị đe dọa ở Ohio.

## Phân loại
Trước đây, loài Hypericum swinkianum bị nhầm lẫn là loài Hypericum kalmianum. Sau này, người ta phát hiện ra nhiều điểm khác biệt. H. kalmianum khác H. swinkianum ở chỗ lá thì nhỏ hơn, hoa thì ít hơn bảy cái và thích môi trường mà thành phần trong đất là calci hơn là môi trường có tính axít. Tuy nhiên, chúng còn có nhiều điểm tương đồng nên chúng nằm trong một cụm (một thuật ngữ chỉ thứ bậc trong thực vật học, cao hơn loài nhưng lại thấp hơn chi) tên là H. sect. Myriandra.

## Ảnh

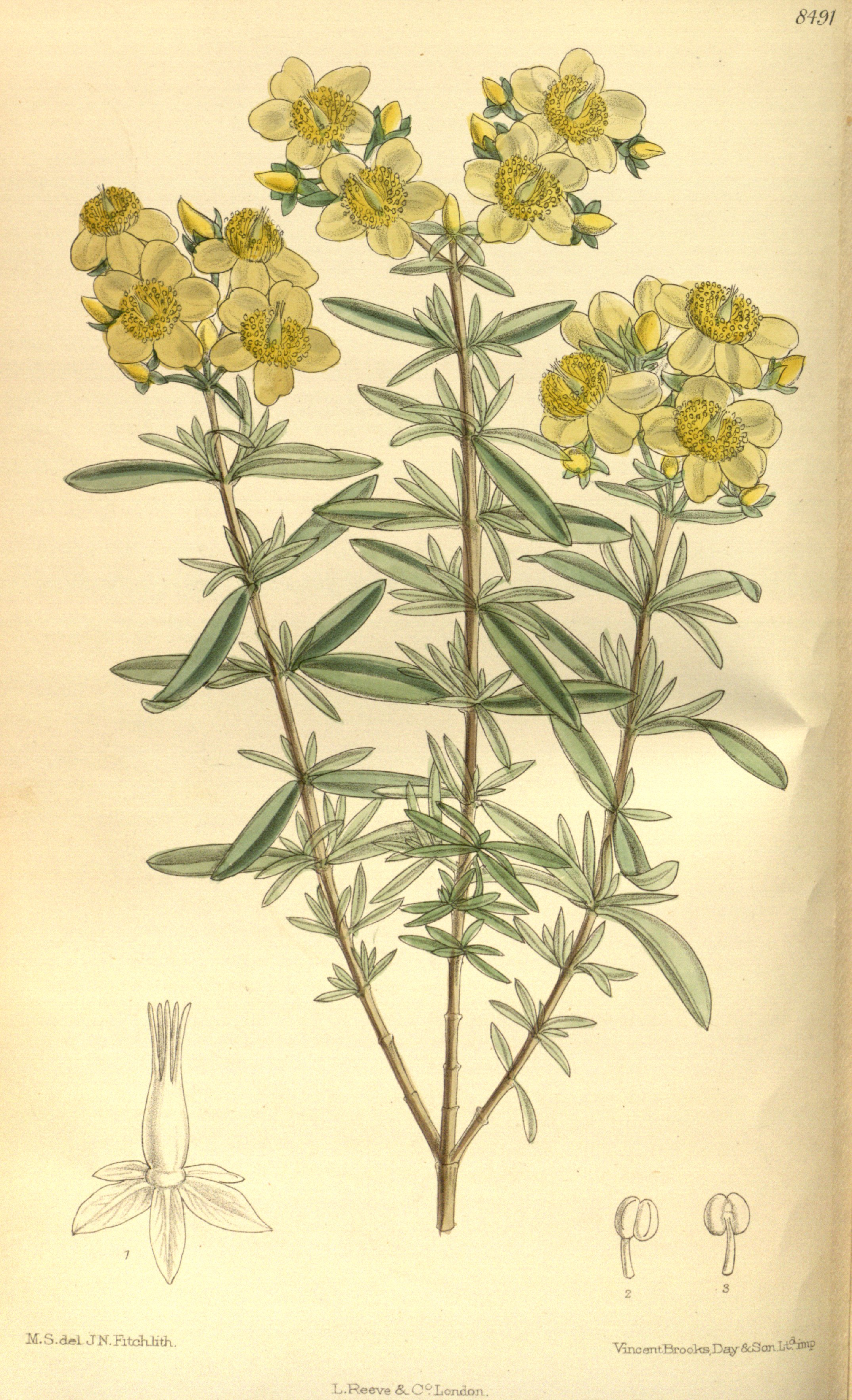
Ảnh minh họa, năm 1913
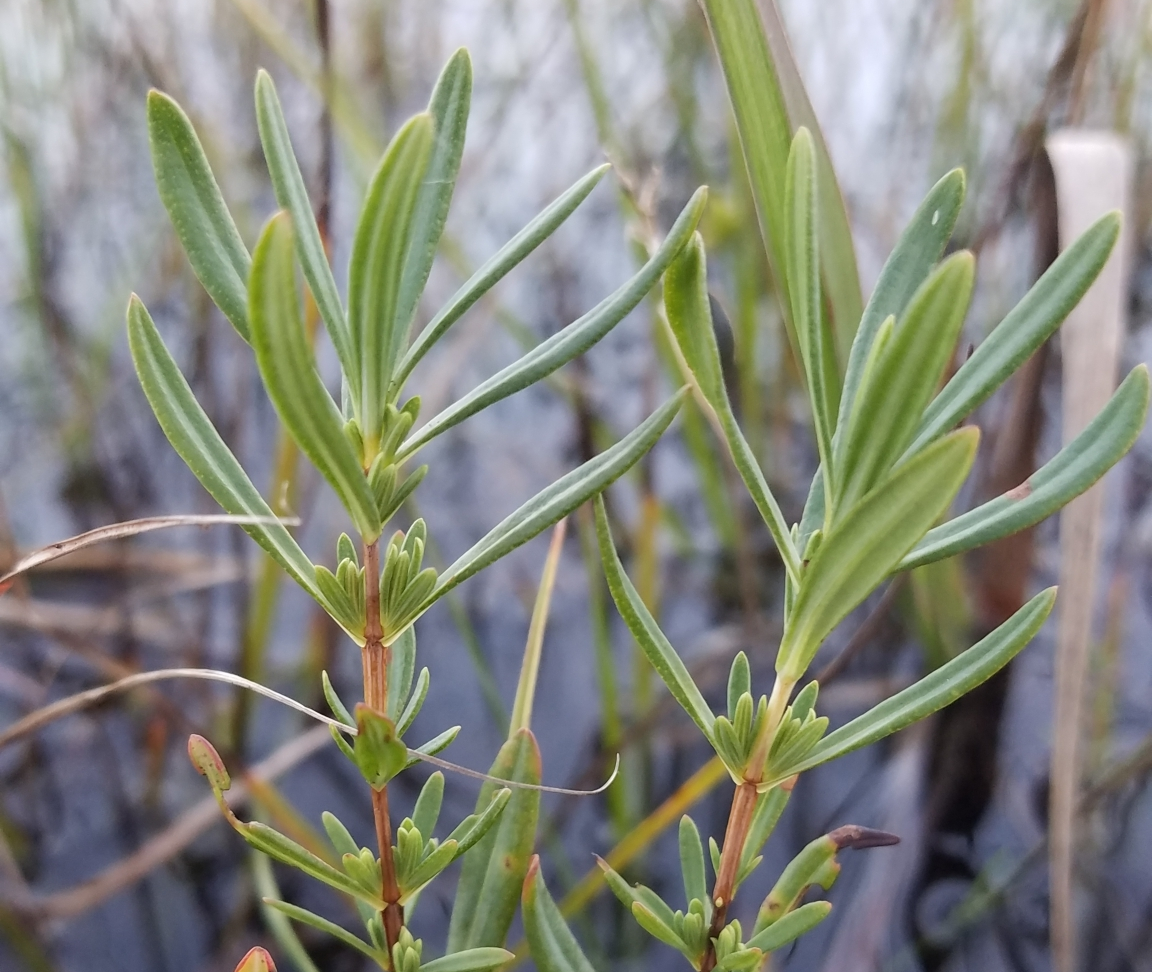
Lá
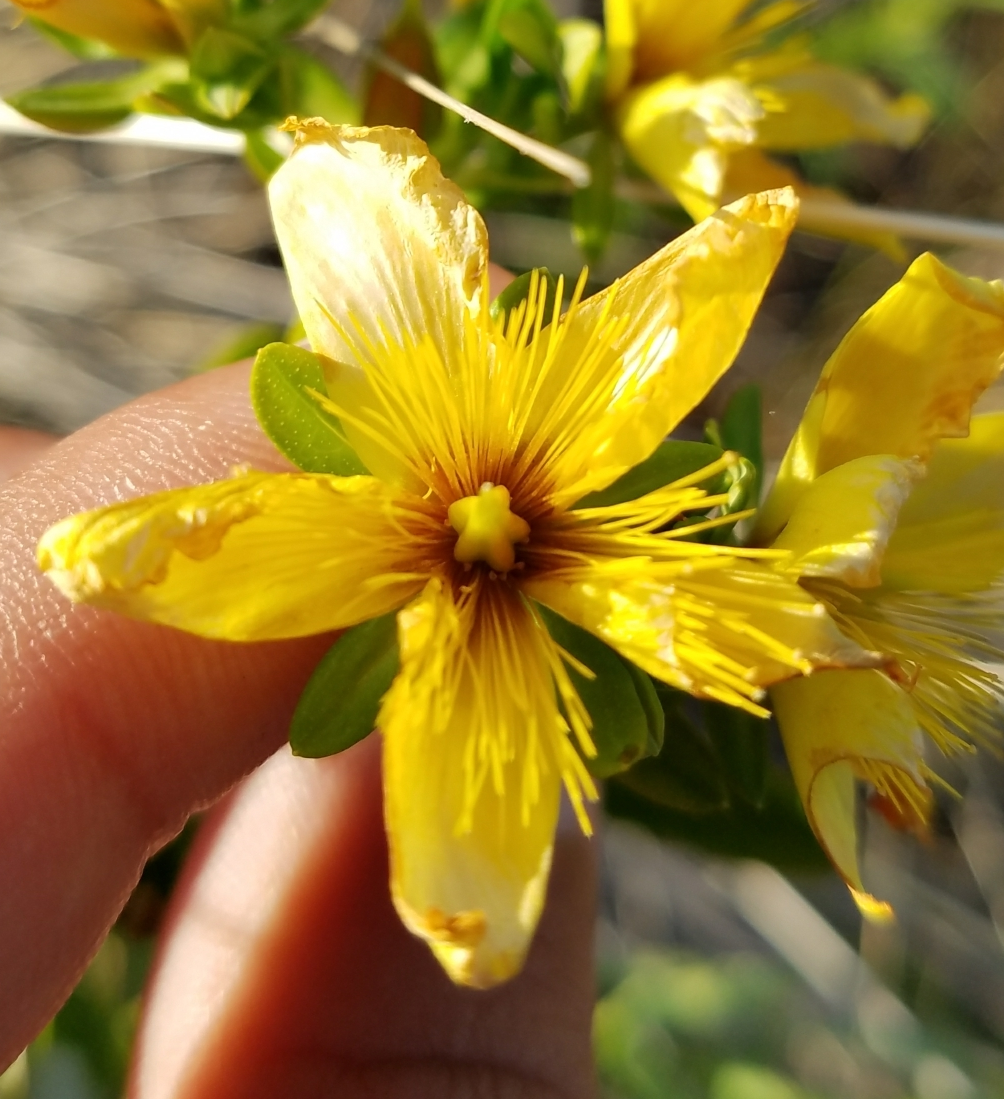
Hoa
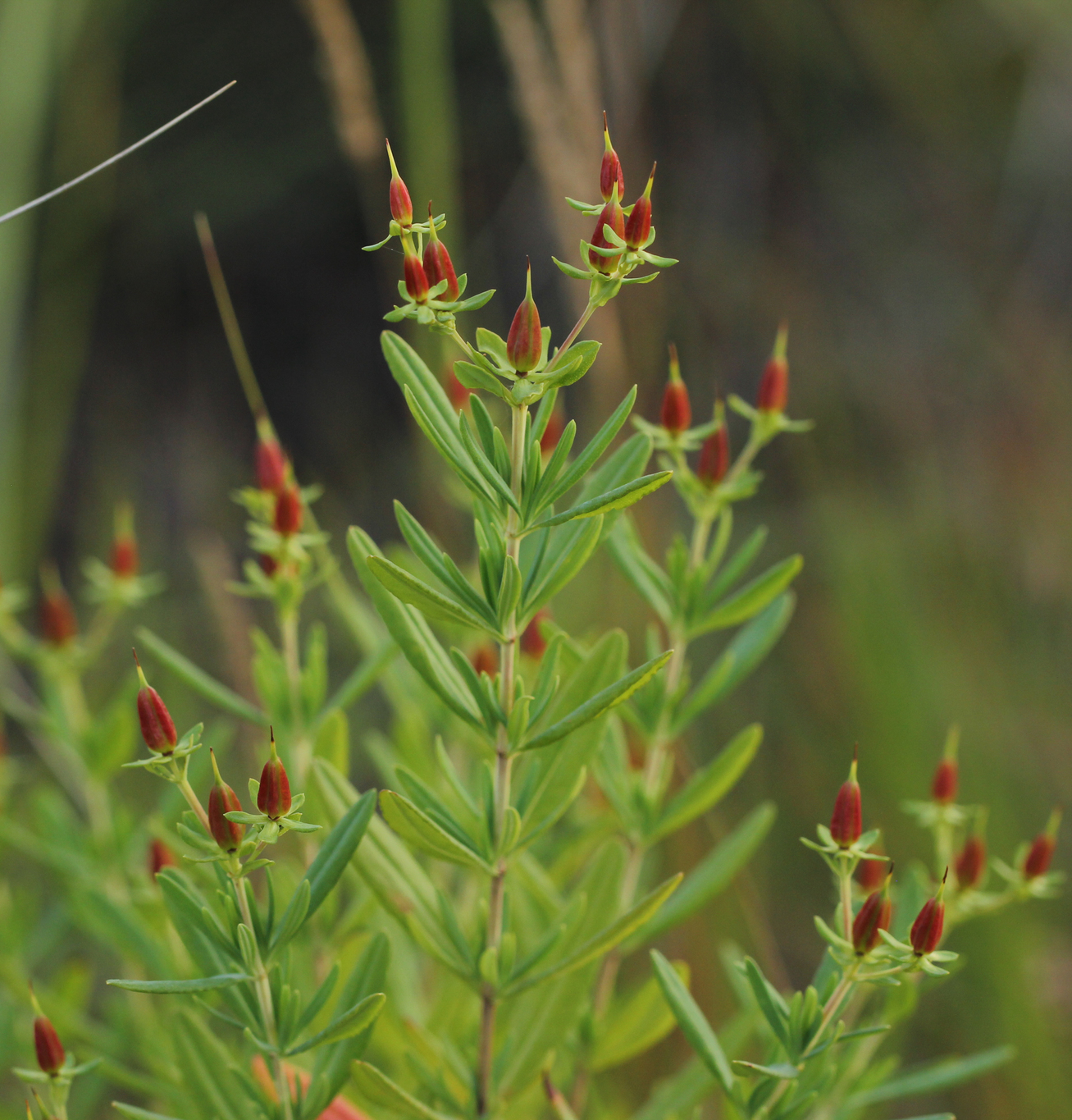
Quả

## Tham Kkhảo
1. 1 2 3 4  Wilhelm, Gerould; Rericha, Laura (2017). Flora of the Chicago Region: A Floristic and Ecological Synthesis.
2. 1 2  "Hypericum kalmianum L." plants.usda.gov. Truy cập ngày 20 tháng 2 năm 2018.
3. ↑  Merrit Lyndon Fernald (1970). R. C. Rollins (biên tập). Gray's Manual of Botany . D. Van Nostrand Company. tr. 1011. ISBN 0-442-22250-5.
4. ↑  "Hypericum kalmianum (Kalm's St. Johns wort): Plant Phenology". iNaturalist.org. Truy cập ngày 19 tháng 8 năm 2018.
5. ↑  Flora of North America Editorial Committee, biên tập (2015). "Hypericum kalmianum". Flora of North America North of Mexico (FNA). Quyển 6. New York and Oxford. Truy cập ngày 20 tháng 12 năm 2018 – qua eFloras.org, Missouri Botanical Garden, St. Louis, MO & Harvard University Herbaria, Cambridge, MA. {{Chú thích}}: Liên kết ngoài trong |via= (trợ giúp); Đã bỏ qua tham số không rõ |authors= (trợ giúp)Quản lý CS1: địa điểm thiếu nhà xuất bản (liên kết)
6. 1 2  Wilhelm, Gerould; Rericha, Laura (2016). "A new species of Hypericum (Hypericaceae) and some new combinations in the vascular flora of the Chicago Region" (PDF). The Michigan Botanist. Quyển 55. tr. 89–96.